# Dario Frigo
Dario Frigo (Saronno, 18 de septiembre de 1973) es un ciclista italiano que fue profesional desde 1996 hasta 2005.
Inició su carrera en el Saeco. Sus características técnicas eran las de rodador, aunque también destacaba en la lucha contrarreloj. Venció algunas etapas en el Giro y el Tour y se colocó la maglia rosa del Giro de Italia.
Su carrera estuvo marcada por el dopaje: en 2001, en el Giro de Italia, se le acusó de tener sustancias dopantes después de la redada policial urdida en San Remo. Su equipo por aquel entonces (Fassa Bortolo) lo despidió, siguiendo la reglamentación interna. Frigo se declaró culpable y quedó descalificado. Los análisis que se le efectuaron demostraron que no había sustancias dopantes en ese momento pero que probablemente el corredor se las había tomado. 
En 2005, al término de la etapa de Courchevel del Tour de Francia, fue arrestado por la gendarmería francesa tras encontrarse sustancias dopantes en el coche de su esposa en el puesto fronterizo de Albertville.

## Palmarés
| 1999 - Hofbrau Cup, más 1 etapa 2000 - Giro di Campania - 1 etapa del Giro del Trentino 2001 - París-Niza, más 1 etapa - Tour de Romandía - 1 etapa del Giro de Italia 2002 - 1 etapa en la París-Niza - Tour de Romandía, más 1 etapa - Campeonato de Italia Contrarreloj - 2.º en el Campeonato de Italia en Ruta - 1 etapa del Tour de Francia - Subida a Urkiola - Campeonato de Zúrich | 2003 - Vuelta a Valencia, más 1 etapa - Setmana Catalana, más 1 etapa - 1 etapa de la París-Niza - 1 etapa del Giro de Italia 2005 - 1 etapa del Tour de Luxemburgo |

## Resultados en Grandes Vueltas y Campeonatos del Mundo
| Carrera              | Carrera              | 1996 | 1997 | 1998 | 1999 | 2000 | 2001 | 2002 | 2003 | 2004 | 2005 |
| -------------------- | -------------------- | ---- | ---- | ---- | ---- | ---- | ---- | ---- | ---- | ---- | ---- |
|                      | Giro de Italia       | 84.º | 14.º | 42.º | Ab.  | 13.º | Exp. | 10.º | 7.º  | —    | —    |
|                      | Tour de Francia      | —    | Ab.  | —    | —    | —    | —    | 25.º | —    | —    | Exp. |
|                      | Vuelta a España      | —    | —    | Ab.  | Ab.  | —    | —    | —    | 21.º | —    | —    |
| Mundial en Ruta      | Mundial en Ruta      | ―    | —    | —    | —    | —    | —    | —    | Ab.  | 22.º | —    |
| Mundial Contrarreloj | Mundial Contrarreloj | —    | —    | —    | —    | 6.º  | —    | —    | 5.º  | —    | —    |

―: no participa
Ab.: abandono
Exp.: expulsado